# 「ただいま」
『「ただいま」』は、一青窈の10枚目のシングル。2007年12月5日リリース。予約特典としてDVD付き（特定店舗のみ）。タイトルはカギ括弧付きが正式名称。

## 解説
挨拶の「ただいま」と「ただ、今」の2つの意味をかけている。『「ただいま」』が主題歌として使われているTBS系ドラマ『愛のうた!』の公式サイトの掲示板に、ドラマの内容と『「ただいま」』の歌詞がマッチしているという視聴者の意見があった。
「どんでん返し」の作曲者の馬場俊英とは初共作である。また、馬場と一青は2007年12月14日放送のNHKテレビ番組『スタジオパークからこんにちは』に出演し、馬場のギター演奏とコーラスで「どんでん返し」を披露した。ちなみに「どんでん返し」は馬場が作った曲に一青が詞を付けてできた楽曲だが、その詞とタイトルを見たとき馬場はかなり驚いたことを同番組で述べている。
HMV、タワーレコード、TSUTAYA RECORDS、新星堂、TSUTAYAすみや、ヴァージン、山野楽器、など一部の店舗で先着購入特典でライブ映像を収録したDVDが配布された。当初の発売日は11月21日だったが延期された。

## 収録曲
（全作詞：一青窈）
1. 「ただいま」
  - 作曲 - 川江美奈子 / 編曲 - 武部聡志
  - TBS系ドラマ『愛のうた!』主題歌
2. どんでん返し
  - 作曲：馬場俊英 / 編曲：皆川真人
3. ひとりでに
  - 作曲：川江美奈子 / 編曲：武部聡志

### 特典DVD
1. 「ただいま」 Live at BankART1929 2007.10.13
  - 2007年10月13日にBankART1929で行われた「一青窈 acoustic live “聴いてて”」より『「ただいま」』のライブ映像収録。DVDのディスクケースには一青窈の『「ただいま」』に関する詩が綴ってある。